# Stadtburg

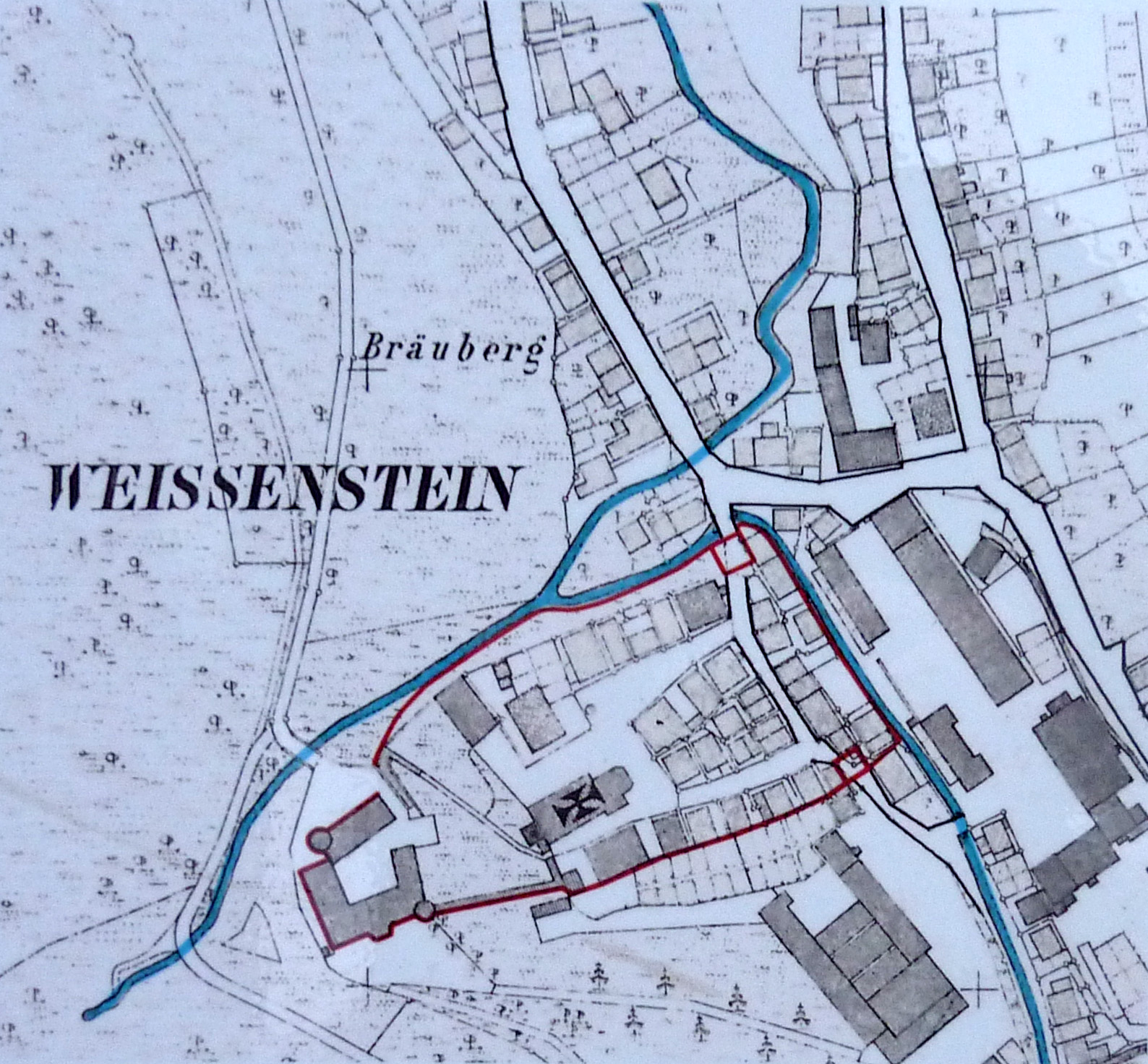
Beispiel einer Stadtburg: Ehemalige Befestigung von Weißenstein mit der Burg im Westen

Eine Stadtburg ist eine Burganlage, die sich in einer mittelalterlichen Stadt befindet und/oder in ihre Wehranlagen integriert ist.

## Begriff
So hat sich meistens die Stadt um oder an der Burganlage angesiedelt (zum Beispiel in Halle, Braunschweig, Prag), oder die Burg wurde zur weiteren Verstärkung der Verteidigungsanlagen innerhalb oder im Zuge des Befestigungsrings wie beispielsweise in Erfurt errichtet.
Des Weiteren ist die Stadtburg auch als Machtinstrument einer Landesherrschaft gegen die im späten Mittelalter zunehmend nach Unabhängigkeit strebenden Städte zu sehen. Dabei waren die Stadtburgen an strategisch günstiger Stelle stets so in die Stadtmauer integriert, dass der Landesherr sowohl ungehindert von den Bürgern der Stadt von der Feldseite her in seine Burg einziehen als auch durch ein weiteres Tor in der gegen die Stadt abgegrenzten inneren Burgmauer jene von der Burg aus betreten konnte. Von den Bürgern der Städte wurde eine neue Stadtburg daher oft als Zwingburg empfunden, zumal der Bau oft mit Steuererhöhungen oder Sonderabgaben finanziert wurde, die Stadt zur Abgabe von Land nötigte und anschließend eine bedrohliche Besatzung mit bewaffneten Rittern mit sich brachte. So richtete sich etwa der Berliner Unwille 1440 gegen die Errichtung des Berliner Schlosses durch Kurfürst Friedrich II. auf der Spreeinsel vor Berlin-Cölln.

## Stadtburgen in Deutschland
| Ort                 | Artikel                                      | Beschreibung | Bild |  |
| ------------------- | -------------------------------------------- | --- | ---- |  |
| Baden-Württemberg   |                                              | |      |  |
| Esslingen am Neckar | Esslinger Burg                               | der ursprüngliche Vorposten auf dem Schönenberg wurde schrittweise durch Schenkelmauern in die Stadtbefestigung einbezogen. Er stellt aufgrund der geologischen Gegebenheit ein Beispiel für großen Aufwand dar                                  |      |  |
| Weißenstein         | Schloss Weißenstein (Württemberg)            | Schloss am Rand der kleinen Ortschaft Weißenstein. Dieses war ursprünglich eine Burg. Sie steht auf einem kleinen Hügel, der aber in die Stadtbefestigung mit integriert ist.                                                                    |      |  |
| Bayern              |                                              | |      |  |
| Feuchtwangen        | Burg Feuchtwangen                            | besitzt noch in den Stadtmauerresten die anschauliche Einbindung des sogenannten Öttingischen Schlösschens (ehemalige Wasserburg) als Auskragung in der ansonsten runden Stadtmauer, später wurde im Areal das Jagstheimische Schlösschen erbaut |      |  |
| Nürnberg            | Burg Nürnberg                                | die Doppelburg ist in die Stadtmauer eingebunden |      |  |
| Schweinfurt         | Hennebergische Reichsburg Schweinfurt        | abgegangen |      |  |
| Hessen              |                                              | |      |  |
| Schlitz             | Vorderburg Hinterburg Schachtenburg Ottoburg | eines der bekanntesten Beispiele für Stadtburgen in Deutschland mit vier Burgen |      |  |
| Friedberg           | Burg Friedberg (Friedberg)                   | Reichsburg im hessischen Friedberg |      |  |
| Nordrhein-Westfalen |                                              | |      |  |
| Warburg             | Burg Wartberch                               | abgegangen |      |  |
| Horn-Bad Meinberg   | Burg Horn                                    | in die Stadtbefestigung mit einbezogene Burg, |      |  |
| Rheinland-Pfalz     |                                              | |      |  |
| Andernach           | Stadtburg                                    | kurkölnischen Stadtburg (ausgeführt als Wasserburg) als Machtinstrument, |      |  |
| Thüringen           |                                              | |      |  |
| Erfurt              | Zitadelle Petersberg                         | in das Schutzsystem der ehemaligen Festungsstadt integriert |      |  |
| Mühlhausen          | Burg Mühlhausen                              | abgegangen |      |  |

## Stadtburgen im übrigen Europa
- Krems in Niederösterreich (besitzt mit der Gozzoburg eine hochmittelalterliche Stadtburg),
- Burg in Prag in Tschechien. Burganlage auf einem Hügel der tschechischen Hauptstadt Prag